# Vitinha
Vítor Machado Ferreira (født 13. februar 2000), bedre kendt som Vitinha, er en portugisisk professionel fodboldspiller, som spiller for Ligue 1-klubben Paris Saint-Germain og Portugals landshold.

## Klubkarriere

### Porto
Vitinha begyndte sin karriere med FC Porto, hvor han gjorde sin førsteholdsdebut i januar 2020. Han spillede 8 kampe i 2019-20 sæsonen, da Porto vandt Primeira Liga.

#### Leje til Wolves
Vitinha blev i 2020-21 sæsonen udlejet til Wolverhampton Wanderers i en aftale som inkludere en købsoption. Wolves besluttede dog imod at bruge deres købsoption efter sæsonen, og han vendte tilbage til Porto.

#### Gennembrud
Vitinha havde sit store gennembrud i 2021-22 sæsonen, hvor at han etablerede sig som fast mand hos Porto, især efter Sérgio Oliveira forlod klubben i januar 2022. Han spillede en vigtig del i at Porto vandt både Primeira Liga og Taça de Portugal i sæsonen, og han blev efter sæsonen kåret som del af årets hold i Primeira Liga.

### Paris Saint-Germain
Vitinha skiftede i juni 2022 til Paris Saint-Germain efter at den franske klub betalte hans frikøbsklausul.

## Landsholdskarriere

### Ungdomslandshold
Vitinha har repræsenteret Portugal på flere ungdomsniveauer.

### Seniorlandshold
Vitinha fik debut for Portugals landshold den 29. marts 2022.

## Titler
Porto
- Primeira Liga: 2 (2019-20, 2021-22)
- Taça de Portugal: 2 (2019-20, 2021-22)

Paris Saint-Germain
- Ligue 1: 2 (2022-23, 2023-24)
- Coupe de France: 1 (2023-24)
- Trophée des Champions: 1 (2022)

Individuelle
- Primeira Liga Årets unge spiller: 1 (2021-22)
- Primeira Liga Årets hold: 1 (2021-22)
- U/21-Europamesterskabet Turneringens hold: 1 (2021)
- Ligue 1 Årets hold: 1 (2023-24)
- UEFA Champions League Sæsonens hold: 1 (2023-24)